# Freaky Friday (bande originale)
Freaky Friday - Original Soundtrack, est la bande originale distribué par Hollywood Records, de la comédie américaine, Freaky Friday : Dans la peau de ma mère, réalisé par Mark Waters en 2003.

## Liste des titres
| 1.    | Ultimate                      | Lindsay Lohan       | 3:06 |
| 2.    | Happy Together                | Simple Plan         | 2:35 |
| 3.    | What I Like About You         | Lillix              | 2:47 |
| 4.    | The Art Of Losing             | American Hi-Fi      | 3:23 |
| 5.    | Brand New Day                 | Forty Foot Echo     | 3:34 |
| 6.    | Me Vs. The World              | The Weekend         | 3:47 |
| 7.    | Take Me Away                  | Christina Vidal     | 3:09 |
| 8.    | ...Baby One More Time (Intro) | Chad Michael Murray | 0:33 |
| 9.    | ...Baby One More Time         | Bowling For Soup    | 3:29 |
| 10.   | Backstage                     | The Donnas          | 2:28 |
| 11.   | She Is Beautiful              | Andrew W.K.         | 3:36 |
| 12.   | I Wonder                      | Diffuser            | 3:24 |
| 13.   | Beauty Queen                  | Lash                | 3:46 |
| 14.   | Just Let Me Cry               | Ashlee Simpson      | 2:45 |
| 15.   | What a Wonderful World        | Joey Ramone         | 2:23 |
| 16.   | Fortune Cookie?               | Rolfe Kent          | 3:56 |
| 48:41 |                               |                     |      |

## Musiques additionnelles
- Outre les titres présents, sur l'album, on entend aussi durant le film les morceaux suivants [1] :
  - Happy Together
    - Écrit par Gary Bonner[2] et Alan Gordon
    - Interprété par The Turtles
    - Avec l'aimable autorisation de Flo & Eddie, Inc.
    - Par arrangement avec Media Creature Music

  - I'd Like to Be Like You for a Day
    - Écrit par Joel Hirschhorn[3] et Alfred J. Kasha

  - Nothing Ever Happens
    - Écrit par Freda Love Smith
    - Interprété par The Blake Babies[4]
    - Avec l'aimable autorisation de Zoe Records/Rounder Records
    - Par arrangement avec Ocean Park Music Group

  - Peking Duck Bossa Nova
    - Écrit et interprété par Herman Beeftink

  - Fight Test
    - Écrit par Wayne Coyne, Steven Drozd, Michael Ivins et Dave Fridmann
    - Interprété par The Flaming Lips
    - Avec l'aimable autorisation de Warner Bros. Records Inc.
    - Par arrangement avec Warner Strategic Marketing

  - On My Mind
    - Écrit par David J. Pino
    - Interprété par Damone
    - Avec l'aimable autorisation de The RCA Records Label
    - Sous licence BMG Special Products, Inc.

  - I've Got You Under My Skin
    - Écrit par Cole Porter

  - ...Baby One More Time[5]
    - Écrit par Max Martin
    - Interprété par Chad Michael Murray et Jamie Lee Curtis